# Mitring István
Mitring István (Mosonmagyaróvár, 1969. szeptember 5. –) labdarúgó, kapus.

## Pályafutása
1990-ben a Videoton csapatán mutatkozott be az élvonalban, ahol 1996-ig játszott.Az 1996–97-es idényben először a Siófok utána a Pécsi MFC együttesében szerepelt. A következő idényben visszatért Székesfehérvárra a Videotonhoz. 1998-ban Finnországba szerződött. Először a Mypa-47 csapatában védett, ahol egy bajnoki ezüst- és három bronzérmet szerzett a csapattal. 2004 és 2005 között a Kuopion együttesének labdarúgója volt.

## Sikerei, díjai
- Finn bajnokság
  - 2.: 2002
  - 3.: 1999, 2000, 2001